# Le Peuple des ténèbres
Pour plus de détails, voir Fiche technique et Distribution.
Le Peuple des ténèbres (They) est un film américain réalisé par Robert Harmon, sorti en 2002.

## Synopsis
Étudiante en psychologie sur le point de soutenir sa thèse, Julia Lund passe une soirée câline avec son fiancé, Paul Loomis, lorsqu'elle reçoit un coup de téléphone de son ami d'enfance, Billy. Le jeune homme lui demande de venir le rejoindre dans un café. Une fois sur place, Julia le trouve dans un état de fatigue et de panique extrême. Billy lui explique qu'il ne dort plus car il est persuadé que les créatures qui peuplaient ses cauchemars d'enfant existent réellement et cherchent à s'emparer de lui. Selon lui, ces monstres n'agissent qu'à la faveur de l'obscurité. À bout de nerfs, il finit par se tirer une balle dans la tête sous les yeux horrifiés de Julia.
Julia, qui a elle aussi connu des terreurs nocturnes durant son enfance après avoir vu son père se suicider, commence à son tour à être témoin de phénomènes inquiétants, voyant une dimension noire dans son miroir, et agresse Paul sans le reconnaître. Lors des funérailles de Billy, Julia rencontre deux amis de Billy, Terry Alba et Sam Burnside, qui soupçonnent eux aussi que sa mort est liée à ses terreurs nocturnes. Alors que Julia conduit de nuit, une créature inconnue saute sur le pare-brise alors que la voiture s'arrête soudainement. Alors qu'elle tente de trouver la panne, elle remarque une créature mystérieuse dans le lac voisin. Nerveuse, elle parvient à régler le problème de la voiture mais est surprise par une vision de Billy et trébuche sur la route pour se faire presque heurter par un camion qui arrive en sens inverse. Julia va chez Paul pour se réconforter et le découvre ivre avec ses amis Troy et Darren. Elle part alors chez Terry et Sam.
Le trio étudie le journal intime de Billy, et Terry et Sam lui racontent leurs propres terreurs nocturnes de l'enfance, alors que Julia ne garde aucun souvenir des siennes. Julia commence à croire aux histoires de ses amis après avoir rencontré une petite fille nommée Sarah, une des patientes du docteur Booth qui souffre également de terreurs nocturnes qui ont commencé après la mort prématurée de sa mère. Sarah affirme que des choses la poursuivent pour la manger dans ses horribles cauchemars et que la seule chose qui les éloigne, ce sont les lumières. Elle a une marque étrange sur son bras, similaire à celles apparues sur la main de Billy, l'épaule de Sam et la cheville de Terry. Plus tard, Terry et Sam sont emportés par les créatures.
Julia commence à douter de sa perception du monde qui l'entoure. Il s'avère que sa maladie mentale est causée par les créatures qu'elle seule peut voir. Elle découvre la marque laissée par les créatures sur son front et panique. Elle se réfugie chez Paul, mais celui-ci, désormais convaincu que Julia est folle, drogue sa boisson avec un somnifère. Lorsque Paul cherche à appeler le docteur Booth, elle se rend compte qu'il l'a droguée et s'échappe de son appartement et court jusqu'à la station de métro pour vomir le somnifère sur les rails. Piégée par la fermeture des portes de la station, elle prend le dernier métro pour rentrer chez elle, remarquant qu'elle est la seule passagère. La rame s'arrête brusquement. Lorsqu'elle descend, toutes les ampoules explosent dans le tunnel et la rame redémarre. Les créatures s'en prennent à Julia dans l'obscurité du tunnel mais elle parvient à s'échapper. Elle est finalement découverte par un groupe d'ingénieurs qui tentent de l'aider, mais Julia les attaque violemment, convaincue qu'ils ne sont pas humains.
Julia est hospitalisée dans un établissement psychiatrique par le docteur Booth et Paul, où elle est attaquée une fois de plus et transportée dans la dimension noire qu'elle avait vue auparavant, mais cette fois à l'intérieur d'un placard. Elle appelle à l'aide mais le docteur Booth et un infirmier sont incapables de la voir.  Le docteur Booth referme la porte du placard et les créatures se jettent sur Julia.

## Fiche technique
- Titre français : Le Peuple des ténèbres
- Titre original : They
- Réalisation : Robert Harmon
- Scénario : Brendan Hood
- Musique : Elia Cmiral
- Photographie : René Ohashi
- Montage : Chris Peppe
- Décors : Douglas Higgins
- Costumes : Karen L. Matthews
- Production : Tom Engelman, Tony Blain, Barbara Kelly, Ted Field, Scott Kroopf et David Linde
- Sociétés de production : Focus Features, Good Machine et Radar Pictures Inc.
- Budget : 17 millions de dollars[1]
- Pays d'origine : États-Unis
- Format : Couleurs - 2,35:1 - DTS / Dolby Digital / SDDS - 35 mm
- Genre : Horreur, fantastique
- Durée : 89 minutes
- Dates de sortie : 
  -  Royaume-Uni : 1er novembre 2002
  -  États-Unis : 27 novembre 2002
  -  Belgique : 25 décembre 2002
  -  France : 23 avril 2003

## Distribution
- Laura Regan (VF : Laura Préjean et VQ : Marie-Josée Normand) : Julia Lund
- Marc Blucas (VF : David Kruger et VQ : Louis-Philippe Dandenault) : Paul Loomis
- Ethan Embry (VF : Damien Boisseau et VQ : Martin Watier) : Sam Burnside
- Dagmara Domińczyk (VF : Julie Dumas et VQ : Catherine Proulx-Lemay) : Terry Alba
- Jon Abrahams (VF : Jérôme Pauwels et VQ : Antoine Durand) : Billy Parks
- Jay Brazeau (VF : Jean-Yves Chatelais et VQ : Vincent Davy) : le docteur Booth
- Jessica Amlee : Julia Lund, enfant
- Alexander Gould : Billy Parks, enfant
- Desiree Zurowski : Mary Parks
- Peter LaCroix : David Parks
- Mark Hildreth : Troy
- Jonathan Cherry : Darren
- L. Harvey Gold : le professeur Crowley
- David Abbott : le professeur Adkins
- Jodelle Ferland : Sarah

Légende : VF = Version Française et VQ = Version Québécoise

## Production
La première version du scénario de Brendan Hood impliquait des créatures, faites d'une fusion entre chair et métal, pouvant effacer la mémoire des humains après leur avoir substitué des parties du corps. Le scénario a ensuite été grandement modifié par les producteurs qui sont, selon les mots de Brendan Hood, les véritables auteurs du film. Trois versions différentes de la fin ont par ailleurs été tournées. Le tournage s'est déroulé à Burnaby, Delta, New Westminster et Vancouver, au Canada.

## Accueil

### Box-office
Le film a été un échec commercial, rapportant environ 16 130 000 $ au box-office mondial, dont 12 840 000 $ en Amérique du Nord, pour un budget de 17 000 000 $. En France, il a réalisé 117 976 entrées.

### Critique
Le film reçoit un accueil très mitigé, recueillant 38 % de critiques positives, avec une note moyenne de 4,2/10 et sur la base de 56 critiques collectées, sur le site internet Rotten Tomatoes. Sur Metacritic, il obtient un score de 31/100 sur la base de 16 critiques collectées.

## Bande originale
- Center of the World, interprété par Dakona
- Trampoline, interprété par Dakona
- Standing on the Edge of Summer, interprété par Thursday
- Day, interprété par Amy Foster Gillies
- Moving Back Home, interprété par Harvette
- Lost in You, interprété par Jimmie Vaughan

## Distinctions
- Prix de la meilleure photographie, lors des Canadian Society of Cinematographers Awards 2003.
- Nomination au prix du meilleur film, lors du festival Fantasporto 2003.